# Wodnice
Wodnice (Potamogalidae) – rodzina ssaków z podrzędu tenrekokształtnych w rzędzie afrosorkowców. Obejmuje dwa współczesne rodzaje (wodnica z jednym gatunkiem i wodniczek z dwoma), ponadto kilka taksonów wymarłych. Pochodzi z Afryki. Przedstawiciele rodziny żyją w strumieniach polując na kraby i ryby, rzadziej inną drobną zdobycz. Prowadzą samotny, nocny tryb życia, za dnia chroniąc się w przybrzeżnej norze. Rozmnażanie ich jest słabo poznane, samica rodzi dwa słabo rozwinięte młode. 
Zagraża im niszczenie środowiska, głównie przez wylesianie i kopalnie rud żelaza.

## Budowa
Budową zewnętrzną wodnice przypominają ryjówkowate bądź wydry, co tłumaczy się konwergencją. Dymorfizmu płciowego nie stwierdza się.
Potamogalidae nie należą do dużych ssaków. Ich największy przedstawiciel, wodnica kameruńska, osiąga długość głowy i ciała 30,5 do 33,7 cm, ogona zaś 23,5-29 cm. Mniejszy wodniczek ruwenzorski osiąga odpowiednio 13-20 cm i 12,3-15 cm, a najmniejszy wodniczek karłowaty 12-15,5 cm i 9,5-13,4 cm. Wodnica kameruńska waży 517-780 g, wodniczek ruwenzorski 75-135 g, a wodniczek karłowaty 32-95 g.
Ciało pokrywa gruba, jedwabista sierść. Kiedy zwierzę jest suche, można dostrzec różnice w ubarwieniu między grzbietową a brzuszną stroną ciała, niedostrzegalne, kiedy futro jest mokre.
Czaszka wykazuje spłaszczenie, łuk jarzmowy jest rozwinięty słabo. Potamogalidae mają niewielkie oczy oraz niewielkie, zaokrąglone uszy.
Wodnice cechują się długim i sztywnym pyskiem zaopatrzonym w wibryssy, rozpoczynające się w okolicy dużego, płaskiego nosa leżącego na przodzie pyska i biegnące w bok, a sięgające aż za oko.
Górny siekacz I1 przypomina budową kły, kolejne zęby są natomiast spłaszczone, trójkątne w kształcie i dość podobne do siebie. Chodzi o 2 kolejne siekacze, kły, przedtrzonowce P1. Monadjem porównuje je do zębów rekina. Trzonowce są trójguzkowe. Z kolei pierwszy siekacz żuchwy jest dłutowaty i wystaje do przodu. Trzonowce żuchwy, jak i w szczęce, są zalambdodontyczne.
Ciało wieńczy ogon. Jego budowa znacznie różni się pomiędzy rodzajami. Wodnica swym długim, spłaszczonym ogonem zapewnia sobie siłę napędową podczas pływania. Proksymalną jedną czwartą ogona porasta futro nieodbiegające istotnie od tego na tułowiu, natomiast resztę jego długości pokrywa krótsze, odmiennie wyglądające futro. Pływanie następuje poprzez boczne skręty ciała, co jest rzadkie. Natomiast u wodniczków ogon nie służy do pływania, jest długi, ale nie wykazuje spłaszczenia, pokrywa go krótkie futro.
Obojczyki nie występują. Krótkie kończyny kończą się pięcioma palcami. Podczas pływania wodnica trzyma je przy ciele, jako że siłę napędową stanowi u niej ogon. Większą rolę odgrywają u wodniczków. U wodniczka ruwenzorskiego spaja je nawet błona pławna. Wodniczki podczas pływania odpychają się od wody kończynami, zwykle naprzemiennie, jednak podczas nurkowania mogą używać ich symetrycznie. Ponadto drugi i trzeci palec tylnej kończyny zrastają się ze sobą, tworząc grzebień (comb), którym zwierzę czesze swe futro.

## Systematyka
W 1860 Du Chaillu opisał nowy takson, któremu nadał nazwę Cynogale velox. Rodzaj Cynogale, zwany po polsku mampalonem, zalicza się do podrodziny kunołazów w rodzinie wiwerowatych w rzędzie drapieżnych i obejmuje obecnie gatunek mampalon wydrowaty. Dalsze badania wskazały na niewłaściwość klasyfikowania w tym rodzaju omawianego taksonu. W efekcie gatunek umieszczono we własnym rodzaju Potamogale, w nazewnictwie polskim z 2015 określanym mianem wodnicy. W latach 50. XX wieku pojawiły się też opisy kolejnych gatunków. W 1954 Heim de Balsac opisał Micropotamogale lamottei. Rok później de Witte i Frechkop opisali Potamogale ruwenzorii. Kolejne prace przeniosły ten ostatni do odrębnego rodzaju Mesopotamogale, a jeszcze następne zrezygnowały z odrębnego rodzaju, łącząc ten gatunek z poprzednim w rodzaju Micropotamogale, po polsku zwanym wodniczkiem.
Rzeczone 3 gatunki wyodrębniono do własnej rodziny zwanej Potamogalidae. Umieszczono ją w rzędzie owadożernych wraz z ryjówkowatymi, jeżowatymi, kretowatymi, złotokretowatymi, tenrekowatymi i innymi grupami. Rząd ten grupował niewielkie ssaki żywiące się owadami. Kolejne badania wykazały, że łączące jego członków podobieństwa są słabo uzasadnione i wynikają nie z pokrewieństwa, a z przystosowań do podobnego trybu życia (konwergencja). W efekcie rząd podzielono. Wyodrębniono z niego między innymi grupę Afrosoricida, zwaną po polsku afrosorkowcami, do której zaliczono tenrekowate i złotokretowate. Zrezygnowano z odrębności Potamogalidae, umieszczając jej członków w rodzinie tenrekowatych. W takim ujęciu stanowiła ona jedną z 4 podrodzin tenrekowatych obok tenreków, ryżorków i uszorków. W tym rozumieniu podrodzina otrzymała polską nazwę wodnice.
Takson tradycyjnie jest więc zaliczany do Tenrecidae, jednak badania genetyczne potwierdzają jego uznanie jako odrębnej rodziny. Jako że badania wskazały na integralność tenrekowatych z Madagaskaru, umieszczanych w pozostałych 3 podrodzinach tenrekowatych, zdecydowano się wobec tego ponownie oddzielić wodnice, wyłączając je z tenrekowatych. W efekcie przeniesiono je do reaktywowanej rodziny Potamogalidae.
Do rodziny należą następujące rodzaje współczesne:
- Micropotamogale Heim de Balsac, 1954 – wodniczek,
- Potamogale Du Chaillu, 1860 – wodnica – jedynym przedstawicielem jest Potamogale velox (Du Chaillu, 1860) – wodnica kameruńska.

W 2015 roku brytyjski paleontolog Martin Pickford opisał wymarły rodzaj z eocenu Namibii, natomiast w 2023 roku zespół hiszpańskich paleontologów opisał wymarły rodzaj z pliocenu Europy:
- Namagale Pickford, 2015 – jedynym przedstawicielem był Namagale grandis Pickford, 2015
- Europotamogale Crespo, Cruzado-Caballero & Castillo, 2023 – jedynym przedstawicielem był Europotamogale melkarti Crespo, Cruzado-Caballero & Castillo, 2023

## Ewolucja
Potamogalidae wyewoluowały w Afryce, wykształcając na drodze konwergencji cechy podobne do ssaków innych grup, jak ryjówkowate. Od tenrekowatych oddzieliły się prawdopodobnie w oligocenie.
Zapis kopalny obejmuje ubogie skamieniałości. Eoceńska Nanogale reprezentuje jeszcze zapewne bazalne tenrekokształtne. Najstarsze znaleziska Potamogalidae (Erythrozootes, Protenrec, Parageogale) pochodzą z Kenii z miocenu. Umieszcza się je w odrębnej podrodzinie Protenrecinae w przypadku Erythrozootes, Protenrec oraz Geogalinae w przypadku Parageogale. Do Potamogalinae w obrębie Tenrecidae zaliczano też niegdyś Ndamanthaia, jednak nowsze badania przeniosły ten rodzaj do rzędu drapieżnych.

## Genetyka
Wodniczek karłowaty cechuje się diploidalną liczną chromosomów 2n = 38. Podobnych danych dla pozostałych przedstawicieli rodziny brak.

## Tryb życia
Wodnice wiodą samotny, nocny tryb życia. Tylko jeden raz zaobserwowano dwa osobniki żyjące w naturze jednocześnie złowione w jednej pułapce. Zwierzęta nie walczyły ze sobą, co wskazuje, że potrafią tolerować swą obecność. Do podobnych wniosków prowadzą badania, której przeprowadził Vogel, trzymając przez kilka miesięcy dwa osobniki w jednej klatce. Monadjem nie precyzuje, jakiej płci były przebywające razem osobniki. Zagęszczenie wynosi w przypadku wodniczka karłowatego około jednego osobnika na km². W przypadku wodnicy kameruńskiej szacuje się, że gęstość może być od dwa razy mniejszej do podobnej.
Zwierzęta te chronią się w jamie wykopanej nad brzegiem rzeki, często pod korzeniami drzewa. Wejście może znajdować się zarówno nad wodą, jak i pod jej powierzchnią.
Norę swą Potamogalidae opuszczają po zmierzchu. Ich aktywność skupia się zazwyczaj w kilku rzutach przedzielonych odpoczynkiem, z których pierwszy bywa najdłuższy i może trwać do trzech godzin przynajmniej u wodnicy kameruńskiej. Wędrują zwykle wzdłuż strumienia, wodniczek karłowaty nie oddala się odeń dalej niż na 50 m. W ciągu nocy przebywa on od 350 do 640 m. Dobrze pływają, przy czym wodnica posługuje się raczej spłaszczonym bocznie ogonem, natomiast wodniczki łapami. Świetnie nurkują. Pod wodą przebywają zwykle kilka minut, ale w razie zagrożenia są w stanie wytrzymać pod wodą nawet kwadrans.
Wypróżniają się w specjalnie do tego wybranych miejscach, być może oznaczają swymi odchodami koniec terytorium. Latryny te są oddalone od jamy o około 100 m.

## Cykl życiowy
O rozmnażaniu wodnic wiadomo niewiele. Skąpe informacje pochodzą z opisów anegdotycznych dotyczących osobników z niewoli. Najwięcej wiadomo o rozrodzie wodniczka karłowatego. Po kopulacji samica zachodzi w ciążę trwającą około 50 dni, po której rodzi 2 młode (u pozostałych gatunków 1-2 młode), ślepe i nieporośnięte jeszcze futrem, ale z wykształconymi już wibryssami. Obserwacje pojedynczego młodego wskazują, że oczy otwierają się po około 23 dniach, a po 40 dochodzi do włączenia pokarmów niemlecznych. Wodniczek ruwenzorski rodzi młode w kwietniu, wodnica kameruńska przez cały rok.

## Rozmieszczenie geograficzne
Rodzina obejmuje gatunki występujące w Afryce. Najszerszy zasięg występowania ma wodnica kameruńska, zamieszkująca wilgotne lasy deszczowe zachodniej Afryki od Nigerii przez Republikę Środkowoafrykańską do Ugandy, Angoli, Zambii i Demokratycznej Republiki Konga. Ponadto wymienia się jeszcze izolowaną populację w Kenii w lesie Kakamega. Znacznie mniejszy obszar zajmuje wodniczek ruwenzorski, zamieszkujący Albertine Rift na styku Rwandy, Demokratycznej Republiki Konga i Ugandy. Najmniejszym zasięgiem cechuje się wodniczek karłowaty, zamieszkujący trzy niepołączone obszary w okolicy góry Nimba na granicy Liberii, Gwinei i Wybrzeża Kości Słoniowej. Niestety w jednym z tych obszarów nie widziano go od siódmej dekady XX wieku.

## Ekologia

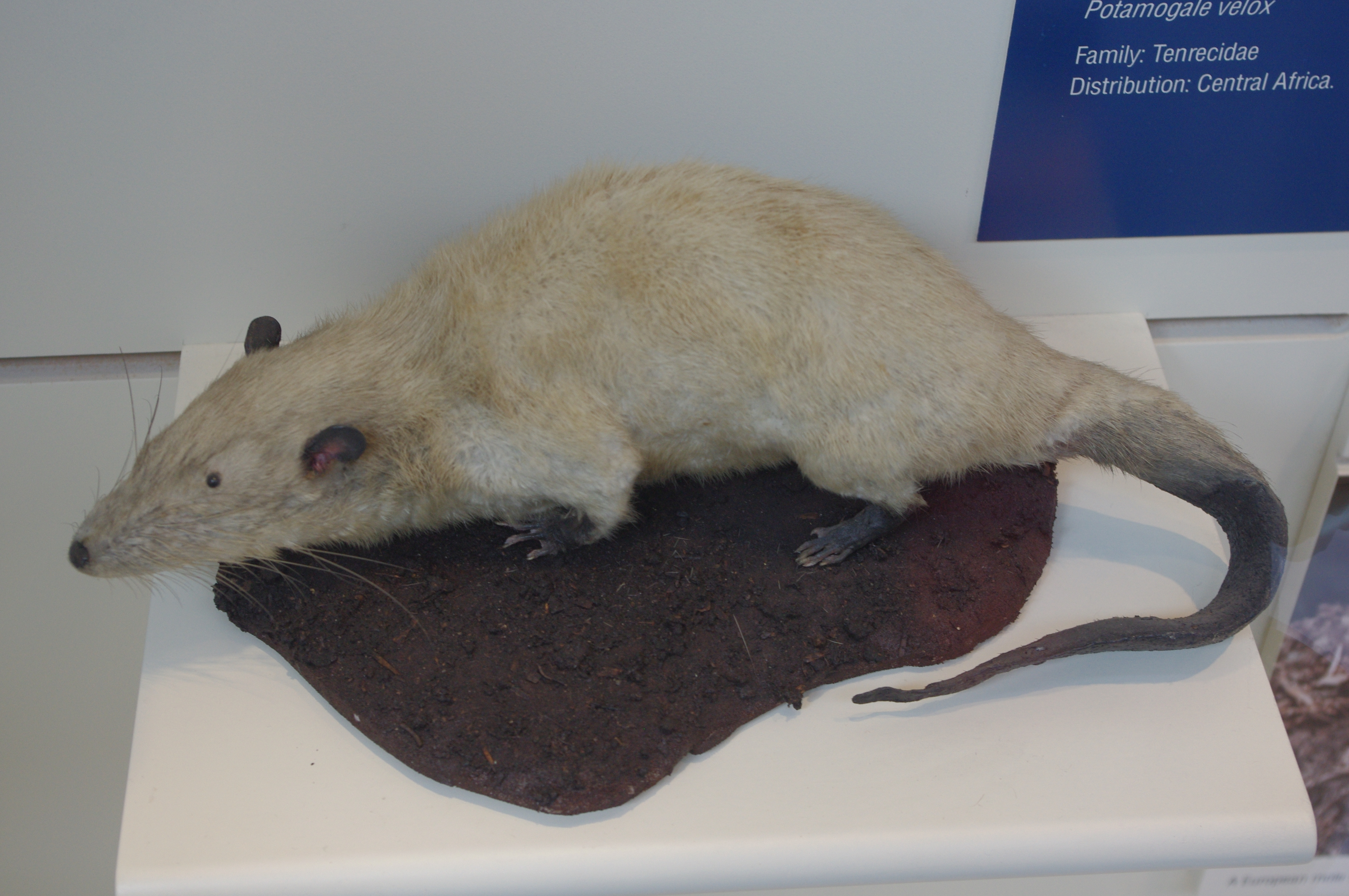
Wodnica kameruńska, zbiory Muzeum Historii Naturalnej w Londynie

Potamogalidae należą do gatunków wyspecjalizowanych, co przekłada się na wysokie wymagania siedliskowe. Ich występowanie ogranicza się właściwie do niezbyt dużych strumieni o czystej, ciepłej (zazwyczaj ponad 20 °C, choć wodniczka ruwenzorskiego widziano w dwunastostopniowej), płytkiej wodzie przepływających przez lasy tropikalne, lasy galeriowe i sawanny, aczkolwiek notowano je także na polach ryżowych. Wodniczek karłowaty woli niewielkie strumienie, podczas gdy wodnica także większe cieki wodne, do kilkudziesięciometrowej średnicy. Wodnica kameruńska preferuje tereny na niskich wysokościach, aczkolwiek obserwowano ją też w Albertine Rift na wysokości 1800 m nad poziomem morza. Wodniczek ruwenzorski typowo występuje na wysokości od 800 do 2000 m, w przeciwieństwie do nizinnego wodniczka karłowatego, nie zapuszczającego się powyżej 400 m.
Zwierzęta te żywią się drobną zdobyczą w postaci kręgowców, głównie ryb, i bezkręgowców, głównie krabów, na które wodniczek karłowaty poluje od tyłu, celując w połączenie głowotułowia z odwłokiem, starając się uchronić przez działaniem umieszczonych z przodu kraba szczypiec. Gatunek ten polować może jedynie na mniejsze kraby, podobnie jak wodniczek ruwenzorski. Rzadziej konsumują wśród kręgowców płazy bezogonowe i ich kijanki, zjadane przez wodnicę kameruńską, ale nie przez znacznie mniejszego wodniczka karłowatego, niewielkie ssaki też pozostają poza jego zasięgiem. Pożera natomiast owady. Polowanie odbywa się w wodzie, w przypadku wodniczka karłowatego także na brzegu. Zdobycz lokalizują, kierując się węchem i posługując wibryssami. Po upolowaniu Potamogalidae zaciągają zdobycz na brzeg. Podczas posiłku posługują się jedynie jamą ustną. Jednej mocy pożreć mogą zdobycz o masie równej połowie masy ich ciała, u wodniczka ruwenzorskiego nawet do 60%.
Kleszcz Ixodes dawesi ogranicza się do wodnicy kameruńskiej i wodniczka ruwenzorskiego.

## Zagrożenia i ochrona
Wodnice rzadko wchodzą w drogę człowiekowi. Często wchodzą w skład przyłowu, ale raczej nie odławia się ich celowo. Jak pisze Menadjem, lokalni myśliwi znają oba gatunki wodniczka, widując te zwierzęta w swych pułapkach na kraby czy też sieciach na ryby. Mah z Liberii określają je beng-suno, co znaczy dokładnie to samo, co angielska nazwa zwyczajowa otter-shrew, czyli wydra-ryjówka. Między 1971 a 1976 badacze odnotowali 61 wodniczków karłowatych, z których 49 pochodziło właśnie z krabich pułapek. W niewoli nie są to zwierzęta łatwe do utrzymania. Hodowano przez kilka miesięcy oba gatunki wodniczków, natomiast hodowla wodnicy sprawia znacznie większe trudności.
Wodniczek karłowaty występuje na niewielkim obszarze, na którym prowadzi się górnictwo rud żelaza, a także dwóch jeszcze mniejszych, z których jeden również zagrożony jest górnictwem, a na drugim wodniczka ostatni raz spotkano w latach 60. XX wieku. Górnictwo zanieczyszcza strumienie. Nie wiadomo, czy wodniczkowi przeszkadza bardziej zanieczyszczenie samej wody, czy też wywołany nią spadek liczebności krabów, niemniej górnictwo negatywnie wpływa na jego populację. IUCN przyznawał wodniczkowi karłowatemu status gatunku bliskiego zagrożenia, jednak w 2018 status ten zmieniono na gatunek narażony na wyginięcie. Lepiej wygląda sytuacja w przypadku pozostałych gatunków tej rodziny, które mają status gatunków najmniejszej troski. Szczególnie wodnica kameruńska cieszy się szerokim zasięgiem występowania. Wodniczkowi ruwenzorskiemu zagraża niszczenie środowiska naturalnego, w szczególności deforestacja.